# Live in Milwaukee
Live in Milwaukee è il secondo album live dei American Hi-Fi. Esso usa la stessa cover dell'album Hearts on Parade, senza il titolo in copertina.

## Tracce
1. The Art of Losing
2. Surround
3. The Breakup Song
4. Hi-Fi Killer
5. Another Perfect Day
6. We Can't Be Friends
7. Nothing Left To Lose
8. Separation Anxiety
9. Flavor of the Weak
10. The Geeks Get the Girls
11. Happy